# Q (novela)
Q es una novela firmada por Luther Blissett cuya primera edición en italiano fue publicada en 1999. Está ambientada en el siglo XVI en Europa central, y afronta acontecimientos relacionados con los movimientos sociales radicales durante la Reforma Protestante.
Luther Blissett es un nombre colectivo multiuso que fue utilizado como alias por cuatro escritores italianos: Roberto Bui, Giovanni Cattabriga, Federico Guglielmi y Luca Di Meo. Ellos formaban parte del denominado Luther Blissett Project, que concluyó en 1999. En el año 2000 se unió a ellos Riccardo Pedrini y ahora escriben bajo el nombre de Wu Ming.
La novela, publicada originalmente en italiano, fue traducida a muchos idiomas. Todas las ediciones conservan la declaración de derechos de autor original, que permite la reproducción no comercial del libro.

## Trama
El libro narra el viaje realizado por un radical anabaptista a través de Europa en la primera mitad del Siglo XVI y su participación en diversos movimientos y sublevaciones a consecuencia de la Reforma Protestante. Abarca un arco temporal de 30 años, durante los cuales es perseguido por "Q", un espía del cardenal Giovanni Pietro Carafa de la Iglesia católica. El personaje principal, que en el transcurso de la historia cambia varias veces su nombre (Gustav Metzger, Lucas Niemanson, Lienhard Jost, Gerrit Boeckbinder, Lot, Hans Grüeb, Ludwig Schaliedecker, Tiziano e Ismael El-Viajero-Del-Mundo), lucha en primer término en la Guerra de los campesinos alemanes junto a Thomas Müntzer, luego está en el sitio a la ciudad de Münster durante la llamada Rebelión de Münster, posteriormente encuentra refugio en Amberes, y algunos años más tarde, en Venecia.
Aunque durante el desarrollo nunca llegan a un choque directo, en la conclusión tiene lugar la confrontación final.

## Interpretaciones y controversia
A lo largo de Europa, varios críticos que han leído Q desde un punto de vista político sostienen que la novela es una alegoría de sociedad europea tras el declive de los movimientos de protesta de las décadas de 1960 y 1970. Así como en el siglo XVI la Contrarreforma reprimió toda corriente teológica alternativa o movimiento social radical y la Paz de Augsburgo sancionó la partición del continente entre poderes católicos y protestantes, los últimos veinte años del siglo XX fueron marcados por un renacimiento vengativo de las ideologías conservadoras, en tanto que la mundialización corporativa de la economía dictada por el Fondo Monetario Internacional parece aplastar cualquier resistencia. Esta interpretación tiene su origen en una frase de los mismos autores, que describen Q como un «manual de técnicas de supervivencia».
De todas formas, esta es sólo una de las diferentes interpretaciones surgidas tras la publicación. Según otros lectores y críticos, Q es una autobiografía ligeramente velada de Luther Blissett, como fantasma colectivo subversivo y de identidad mutante. En realidad, el protagonista no tiene ningún nombre (cabe señalar que los autores luego se denominaron Wu Ming, que en chino quiere decir «sin nombre»); está involucrado en cada uno de los levantamientos de la época, incita a las personas a la rebelión y organiza engaños, trampas y manipulaciones.
Tanto el novelista británico Stewart Home como el novelista estadounidense David Liss definieron Q como una «antinovela», aunque sus respectivos análisis llevan a conclusiones distintas. Mientras que la reseña de Home hace hincapié en las referencias sociales, políticas y culturales incluidas en la trama, la reseña de Liss desestima el libro como innecesario y autorreferencial.
No obstante, otros lectores expresaron que, a su juicio, Q —además del radicalismo, posmodernismo y las alegorías— es principalmente una novela de aventuras, una intriga de capa y espada que se inscribe en la tradición italiana de Emilio Salgari y otros autores de folletines populares.

## Novedades sobre la adaptación de una película
Rumores acerca de una adaptación de Q para realizar una película han estado circulando desde la primera publicación del libro, pero nunca se han convertido en realidad.
El 9 de diciembre de 2007, el periódico británico The Observer publicó una extensa entrevista con Radiohead. En ese contexto, Thom Yorke hablaba de su experiencia de lectura del libro: 

"¡Oh! ¡Es j*****mente genial! Ahí está mi chica, que es especialista en el sector, así que ella me lo ha explicado todo. Una carnicería de la iglesia medieval. Es para volverse loco. Quiero hacer una película. Ése es mi próximo objetivo". De inmediato el entrevistador le preguntó: "¿Con las ganancias de In Rainbows? " A lo que Yorke contestó: "Lo dudo. Eso apenas alcanzaría para cubrir el cáterin".

## Personajes y eventos
- Thomas Müntzer – pastor partidario de la Reforma Protestante y defensor del anabaptismo;
- Martin Bucer – partidario de la Reforma;
- Wolfgang Fabricius Capito (Capiton) – partidario alemán de la Reforma;
- Martin Borrhaus (Cellarius / Cillerero) – partidario del Unitarismo;
- 15 de mayo de 1525 - Batalla de Frankenhausen

La “Rebelión de Münster”
- Jan de Leiden (Jan van Leiden o Juan de Leyden) – líder anabaptista de la Rebelión de Münster y rey
- Jan Matthys – líder anabaptista y presunto profeta
- Melchior Hoffman (o Hofmann) – profeta anabaptista
- Bernhard Rothmann – teólogo anabaptista
- Franz von Waldeck – príncipe-obispo de Münster y jefe del ejército durante el sitio de la ciudad
- Bernhard Knipperdolling – líder gremial en el concejo municipal de Münster y líder anabaptista
- Bernhard Krechting – líder gremial en concejo municipal de Münster y líder anabaptista
- Heinrich Krechting
- Heinrich Gresbeck
- John Trypmaker

Amberes
- Jan van Batenburg – revolucionario anabaptista;
- Antón Fugger – banquero
- Eloi Pruystinck – líder partidario de la Reforma

Venecia
- João Miquez – mercader
- Giovanni Pietro Carafa – cardenal, posteriormente Papa Pablo IV
- Reginald Pole – cardenal

## Ediciones
- Checo: Dokořán, 2006, ISBN 80-7363-072-9
- Danés: Hovedland, 2002, ISBN 87-7739-554-9
- Holandés: Wereldbibliotheek, 2001, ISBN 90-284-1877-6
- Inglés: Heinemann, 2003, ISBN 0-434-01000-6 – Harcourt, 2004, ISBN 0-15-101063-3 – Arrow, 2004, ISBN 0-09-943983-2
- Francés: Seuil, 2001, ISBN 2-02-040066-9, with the title L'oeil de Carafa
- Alemán: Piper, 2003, ISBN 3-492-23990-0
- Griego: Travlos, 2001, ISBN 960-7990-35-8
- Italiano: Einaudi, 1999, ISBN 88-06-15572-5
- Coreano, 2006
- Polaco: Albatros, 2005, ISBN 83-7359-269-5
- Portugués (brasileño): Conrad, 2002, ISBN 85-87193-56-2
- Ruso: Machaon, 2006, ISBN 5-18-001036-5
- Español: Grijalbo/Mondadori, 2000, ISBN 84-9759-358-8